# Leirão

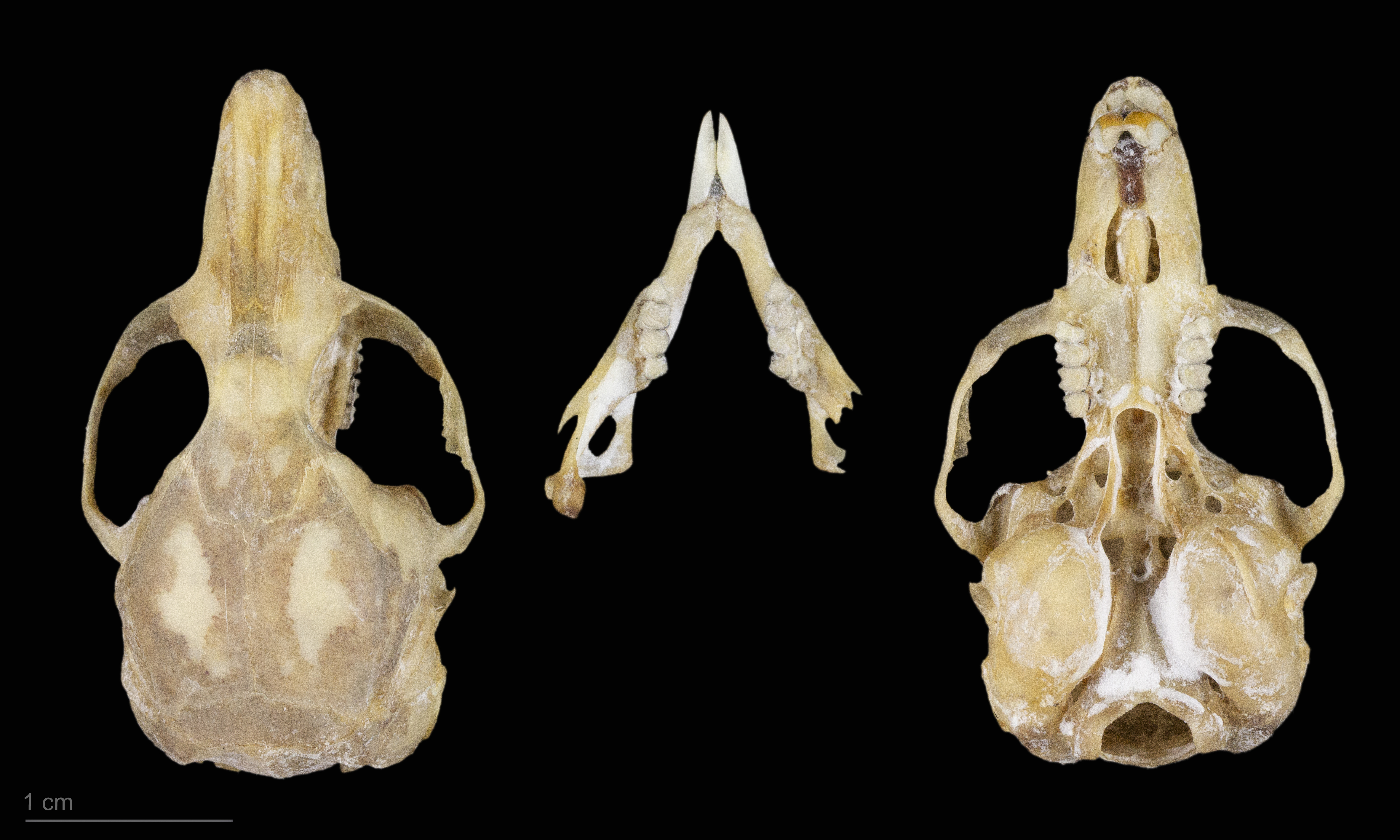
Crânio de Eliomys quercinus - MHNT

O leirão ou rato-dos-pomares, (Eliomys quercinus), é um roedor endémico de grande parte do continente europeu, com corpo de cerca de 15 cm e cauda de cerca de 11 cm de comprimento e 100 gramas de peso.
É comum em Portugal, tem hábitos crepusculares/noturnos, é omnivoro, constrói ninhos com folhas e outros materiais em muros, sebes e buracos nas árvores; neles se abriga principalmente no inverno.
O periodo de acasalamento na primavera é assinalado por fortes guinchos produzidos pelas fêmeas receptivas ao acasalamento.
Se agarrado pela cauda imprime ao corpo um movimento rápido de rotação que faz soltar a pele, o que lhe permite fugir.
No livro "As aventuras de Alice no pais das maravilhas", esse animal aparece como um bicho muito sonolento.